# Cretoglaphyrus olenguicus
Cretoglaphyrus olenguicus är en skalbaggsart som beskrevs av Nikolajev 2005. Cretoglaphyrus olenguicus ingår i släktet Cretoglaphyrus och familjen Glaphyridae. Inga underarter finns listade i Catalogue of Life.